# Sandro Puppo
Sandro Puppo (Piacenza, 28 de gener 1918 - Piacenza, 16 d'octubre 1986) fou un futbolista i entrenador de futbol italià.
Com a futbolista jugà pel Piacenza Calcio, Ambrosiana, Venezia i AS Roma durant els anys 30 i 40. Fou reserva de la selecció italiana que guanyà l'or als Jocs Olímpics de Berlín.
Més tard fou entrenador. Dirigí la selecció de Turquia a la Copa del Món de Futbol de 1954, el FC Barcelona (del 16 d'agost de 1954 al 30 de juny de 1955, fent debutar al primer equip a Luis Suárez), la Juventus FC i el Beşiktaş.